# William Stuart (1825-1893)
William Stuart (7 mars 1825 - 21 décembre 1893) est un homme politique conservateur britannique. 

## Biographie
Membre de la famille Stuart dirigée par le marquis de Bute , il est le fils de Sir William Stuart et de son épouse Henrietta Mariah Sarah, fille de l'amiral Sir Charles Pole. Il est élu au Parlement pour Bedford en 1854, poste qu’il occupe jusqu’en 1857 et de nouveau de 1859 à 1868. Outre sa carrière politique, Stuart est également juge de paix pour le Hertfordshire, le Huntingdonshire et le Bedfordshire, lieutenant adjoint du Bedfordshire et haut shérif de Bedfordshire en 1875. Il réside à Tempsford Hall, dans le Bedfordshire, et à Aldenham Abbey, dans le Hertfordshire. 
Stuart épouse Katherine, fille de John Armytage Nicholson, en 1859. Ils ont plusieurs enfants. Elle est décédée en octobre 1881. Stuart lui survit douze ans et meurt en décembre 1893, à l'âge de 68 ans. 